# Jesse William Lazear
Jesse William Lazear (Baltimora, 2 maggio 1866 – Quemados, 26 settembre 1900) è stato un medico statunitense il quale fece parte della Commissione per la febbre gialla, il gruppo di ricerca che nel 1900 studiò a Cuba la patogenesi della febbre gialla; Lazear contrasse la malattia e morì.

## Biografia
Nacque a Baltimora da William Lazear e sua moglie Charlotte Pettigrew. Frequentò le scuole superiori al Washington & Jefferson College di Baltimora, conseguì il titolo di Bachelor of Arts nel 1889 alla Johns Hopkins University e si laureò in medicina nel 1892 al College of Physicians and Surgeons della Columbia University, dove ebbe come compagno di corso Aristides Agramonte. Dopo aver vinto una borsa di studio, dopo la laurea si recò in Europa dove visitò fra l'altro Berlino, Roma e Parigi. Nel 1895 divenne direttore del laboratorio di analisi cliniche e microbiologiche alla Johns Hopkins University, dove ebbe rapporti di lavoro diretti con William Henry Welch e William Osler. Ideò un metodo di colorazione dei parassiti della malaria. Pubblicò lavori sulle complicanze della malaria e sull'endocardite gonorroica.
Nei primi mesi del 1900, il suo interesse per le malattie tropicali lo portò a chiedere all'esercito degli Stati Uniti un incarico temporaneo a scopo di studio; la sua domanda, accompagnata da una lettera di raccomandazione di Welch, fu accolta dal generale Sternberg il quale ritenne che la sua esperienza di laboratorista sarebbe stata utile a Cuba. Nel febbraio del 1900 Lazear giunse al Camp Columbia accompagnato dalla moglie Mabel Houston e dal figlioletto; poco tempo dopo, nel mese di aprile, la moglie, scopertasi incinta, tornò in patria col bambino. Lazear rimase a Cuba e fu accolto nella Commissione per la febbre gialla, assieme a Reed, Carroll e Agramonte.
La sorte di Lazear fu raccontata in dettaglio nel 1915 da Aristides Agramonte, l'unico sopravvissuto della Commissione per la febbre gialla, in un articolo pubblicato nel numero di dicembre di The Scientific Monthly e ristampato nel 2001. La Commissione aveva deciso di mettere alla prova la teoria propugnata dal medico cubano Carlos Juan Finlay secondo la quale la febbre gialla era una malattia trasmessa dalla zanzara Stegomyia fasciata (Aedes aegypti). «Nell'interesse della scienza e dell'umanità» dei volontari si sarebbero fatti pungere da zanzare presumibilmente infette. James Carroll, offertosi volontario, fu punto da una zanzara infetta il 27 agosto 1900, contrasse la malattia e fu per diversi giorni in condizioni disperate. Il 13 settembre, mentre Lazear stava eseguendo degli esperimenti per mezzo di zanzare infette contenute in una provetta che aveva in mano, una zanzara sperduta gli si posò sulla mano; Lazear non la scacciò subito per timore di spaventare le zanzare nella provetta ritenendo che probabilmente non fosse infetta. I primi sintomi di una forma letale e progressiva di febbre gialla comparvero il 18 settembre e lo portarono a morte la sera del 25 settembre 1900.